# Emma Ribom
Emma Ribom (Kalix, 29 novembre 1997) è una fondista svedese.

## Biografia
Attiva in gare FIS dal novembre del 2013, in Coppa del Mondo la Ribom ha esordito il 10 marzo 2019 a Oslo (26ª) e ha ottenuto il primo podio l'8 dicembre seguente a Lillehammer (3ª). Ai Mondiali di Oberstdorf 2021, sua prima presenza iridata, si è classificata 14ª nella 30 km e 18ª nello skiathlon; l'anno dopo ai XXIV Giochi olimpici invernali di Pechino 2022, suo esordio olimpico, si è piazzata 19ª nella 10 km, 29ª nella 30 km e 6ª nella sprint. Il 25 novembre 2022 ha conquistato a Kuusamo la prima vittoria in Coppa del Mondo e ai successivi Mondiali di Planica 2023 ha vinto la medaglia d'oro nella sprint a squadre, quella d'argento nella sprint, quella di bronzo nella staffetta ed è stata 19ª nella 30 km; ai Mondiali di Trondheim 2025 ha vinto la medaglia d'oro nella staffetta e si è classificata 18ª nella 10 km, 17ª nella sprint e 11ª nello skiathlon.

## Palmarès

### Mondiali
- 4 medaglie:
  - 2 ori (sprint a squadre a Planica 2023; staffetta a Trondheim 2025)
  - 1 argento (sprint a Planica 2023)
  - 1 bronzo (staffetta a Planica 2023)

### Mondiali juniores
- 1 medaglie:
  - 1 oro (staffetta a Râșnov 2016)

### Coppa del Mondo
- Miglior piazzamento in classifica generale: 9ª nel 2024
- 17 podi (8 individuali, 9 a squadre):
  - 8 vittorie (4 individuali, 4 a squadre)
  - 6 secondi posti (2 individuali, 4 a squadre)
  - 3 terzi posti (2 individuali, 1 a squadre)

#### Coppa del Mondo - vittorie
| Data             | Località    | Nazione   | Spec.                                                    |
| ---------------- | ----------- | --------- | -------------------------------------------------------- |
| 25 novembre 2022 | Kuusamo     | Finlandia | SP TC                                                    |
| 3 dicembre 2022  | Lillehammer | Norvegia  | SP TL                                                    |
| 24 marzo 2023    | Lahti       | Finlandia | TS TL (con Jonna Sundling)                               |
| 24 novembre 2023 | Kuusamo     | Finlandia | SP TC                                                    |
| 3 dicembre 2023  | Gällivare   | Svezia    | 4x7,5 km (con Moa Lundgren, Ebba Andersson e Moa Olsson) |
| 9 dicembre 2023  | Östersund   | Svezia    | SP TC                                                    |
| 13 dicembre 2024 | Davos       | Svizzera  | TS TL (con Jonna Sundling)                               |
| 24 gennaio 2025  | Engadina    | Svizzera  | 4x5 km (con Jens Burman, Edvin Anger e Moa Olsson)       |

Legenda:

TC = tecnica classica

TL = tecnica libera

SP = sprint

TS = sprint a squadre

#### Coppa del Mondo - competizioni intermedie
- 1 podio di tappa:
  - 1 terzo posto